# (200246) 1999 VK125
(200246) 1999 VK125 es un asteroide perteneciente al cinturón de asteroides, descubierto el 6 de noviembre de 1999 por el equipo del Spacewatch desde el Observatorio Nacional de Kitt Peak, Arizona, Estados Unidos.

## Designación y nombre
Designado provisionalmente como 1999 VK125.

## Características orbitales
1999 VK125 está situado a una distancia media del Sol de 2,659 ua, pudiendo alejarse hasta 3,117 ua y acercarse hasta 2,202 ua. Su excentricidad es 0,172 y la inclinación orbital 5,765 grados. Emplea 1584,38 días en completar una órbita alrededor del Sol.
Los próximos acercamientos a la órbita de Júpiter se producirán el 25 de febrero de 2047, el 27 de junio de 2081 y el 4 de diciembre de 2128.

## Características físicas
La magnitud absoluta de 1999 VK125 es 16,8.